# 勐戛河 (澜沧江支流)
勐戛河，位于中华人民共和国云南省普洱市景谷傣族彝族自治县西部的一条河流，是澜沧江左岸支流。源流称迁糯河，发源于永平镇南谷村黄草岭后山箐，蜿蜒向东南流后转向东北流，于永兴村以南右纳蛮腊河后干流始称“勐戛河”，蜿蜒向北流经永平镇政府驻地勐戛街，至芒乃新寨转西北流，至景谷县与临沧市临翔区交界附近右纳民乐河后转西南，最后于永平镇新村曼海西北汇入澜沧江。河长100.6千米，流域面积1539平方千米，落差760米，河道平均比降6.6‰。